# Richard Ofori (calciatore 24 aprile 1993)
Richard Ofori (Accra, 24 aprile 1993) è un calciatore ghanese, difensore dell'Ethnikos Achnas.

## Caratteristiche tecniche
Terzino sinistro, può giocare come esterno di centrocampo o d'attacco.

## Carriera
Ha giocato nella prima divisione portoghese.

## Palmarès

### Club

#### Competizioni nazionali
- Tweede klasse: 1

Charleroi: 2011-2012